# Самозаверенный сертификат
Самозаверенный сертификат — особый тип цифрового сертификата, подписанный самим его субъектом. Технически такой сертификат ничем не отличается от сертификата, заверенного подписью удостоверяющего центра (УЦ), только вместо передачи на подпись в УЦ пользователь создаёт свою собственную сигнатуру. Проще говоря, создатель сертификата сам является в данном случае УЦ. Все корневые сертификаты доверенных УЦ являются самозаверенными.

## Ненадёжность
Поскольку самозаверенный сертификат не заверяется удостоверяющим центром, в соответствии с п. 3.3 RFC 2459, такой сертификат невозможно отозвать.
Теоретически, это позволяет осуществить атаку посредника, при которой злоумышленник может перехватить сертификат узла-инициатора шифрованного соединения и вместо него отправить узлу назначения свой поддельный, с помощью которого передаваемые данные можно будет дешифровать.